# Przewodniczący włoskiej Izby Deputowanych
Przewodniczący włoskiej Izby Deputowanych kieruje Izbą Deputowanych.

## Lista przewodniczących włoskiej Izby Deputowanych w historii
Królestwo Sardynii (1848-1860)
- Vincenzo Gioberti – 1848
- Lorenzo Pareto – 1849-1852
- Pier Dionigi Pinelli – 1852
- Urbano Rattazzi – 1852-1853
- Carlo Bon Compagni – 1853-1856
- Carlo Cadorna – 1856-1857
- Carlo Bon Compagni – 1857-1858
- Urbano Rattazzi – 1858-1860

Królestwo Włoch (1861-1946)
- Urbano Rattazzi – 1861-1862
- Sebastiano Tecchio – 1862-1863
- Giovanni Battista Cassinis – 1863-1865
- Adriano Mari – 1865-1867
- Giovanni Lanza – 1867-1869
- Adriano Mari – 1869
- Giovanni Lanza – 1869
- Giuseppe Brancheri – 1870-1876
- Francesco Crispi – 1876-1877
- Benedetto Cairoli – 1877-1878
- Domenico Farini – 1878-1880
- Michele Coppino – 1880
- Domenico Farini – 1880-1884
- Michele Coppino – 1884
- Giuseppe Branchieri – 1884-1892
- Giuseppe Zanardelli – 1892-1894
- Giuseppe Branchieri – 1894-1895
- Tommaso Villa – 1895-1897
- Giuseppe Zanardelli – 1897
- Giuseppe Branchieri – 1898
- Giuseppe Zanardelli – 1898-1899
- Luigi Chinaglia – 1899
- Giuseppe Colombo – 1899-1900
- Niccolò Gallo – 1900
- Tommaso Villa – 1900-1902
- Giuseppe Branchieri – 1902-1904
- Giuseppe Marcora – 1904-1906
- Giuseppe Branchieri – 1906-1907
- Giuseppe Marcora – 1907-1919
- Vittorio Emanuele Orlando – 1919-1920
- Enrico De Nicola – 1920-1924
- Alfredo Rocco – 1924-1925
- Antonio Casertano – 1925-1929
- Giovanni Giuriati – 1929-1934
- Costanzo Ciano – 1934-1939
- Giacomo Acerbo – 1939
- Dino Grandi – 1939-1944
- Vittorio Emanuele Orlando – 1944-1946

Republika Włoska (1946-obecnie)
- Giovanni Gronchi – 1948-1955
- Giovanni Leone – 1955-1963
- Brunetto Bucciarelli Ducci – 1963-1968
- Sandro Pertini – 1968-1976
- Pietro Ingrao – 1976-1979
- Nilde Iotti – 1979-1992
- Oscar Luigi Scalfaro – 1992
- Giorgio Napolitano – 1992-1994
- Irene Pivetti – 1994-1996
- Luciano Violante – 1996-2001
- Pier Ferdinando Casini – 2001-2006
- Fausto Bertinotti – 2006-2008
- Gianfranco Fini – 2008-2013
- Laura Boldrini – 2013-2018
- Roberto Fico – 2018-2022
- Lorenzo Fontana - od 2022